# Нери, Алекс
Алекс Нери итал. Alex Neri (родился 16 июня 1970 года в Ла Спезия, Италия) — итальянский музыкант, участник группы «Planet Funk».

## Биография
Алекс Нери начал свою диджейскую карьеру в 13 лет, играя музыку в клубе, который принадлежал его отцу. Некоторое время спустя он был признан во всей Тоскане
В начале 90-х Алекс был хорошо известно в Penelope Meanwhile. Уже тогда вместе с Марко Барони он продюсировал свои записи. В это время Алекс выпустил много собственной музыкальной продукции, появились такие известные темы, как «Korda» — «Move your body», и проект «Kamasutra», который вскоре был признан широкой общественностью.

## Творчество

### Kamasutra
«Kamasutra» — это не только чистый источник хауса и редкого грува. Данный проект является экспериментом, направленным на поиски нового музыкального стиля. В нём сочетаются совершенно разные направления: от фанка, хип-хопа, нью-вейва и электроники до хауса.
Наиболее яркими треками данного проекта являются:
- «Running Away»
- «Nightwalk»
- «Love me or leave me» feat Kym Mazelle

Кроме того в рамках проекта выпущен так же альбом «Alex Neri — Planet Funk vol 1».

### Создание ремиксов
Следующим этапом творчества Алекса было создание ремиксов для таких проектов, как:
- «Club Freaks»
- «Annette Taylor»
- «Future Forces»
- «Instant Funk»
- «Jestofunk».

Сингл «Storm in my soul» («Kamasutra»), выпущенный на лейбле Sony Италия, поднялся на первые места в клубных чартах Италии, Великобритании и Германии, тем самым, утвердив проект на мировой танцевальной сцене.
В декабре 1998 года Алекс и Марко Барони записывают хит «Happiness» (feautirng Jocelyn Brown), который занимает первое место в диджейских клубных чартах и второе в Record Mirror Club Chart. Так же «Happiness» долго крутили на Radio One. Этот трек был отмечен Дэйвом Пирсом, как Drivetime запись недели. Лари Флик называл этот трек одним из лучших хитов весны, что помогло «Happiness» взлететь на 4 место в Токийском хит-параде «топ 100». В то же время Марко и Алекс выпускают диск «Planet Funk vol. 2», пользующийся большой популярностью в клубах. Два новых хита Алекса и Марко: «Burning» (feauting Corinna Joseph) и «Where is the love», изданные на лейбле Warner, были замечены Capital Radio, Galaxy, Kiss и Atlantic (UK).
Далее под новым названием «Kioko Mon Amour» Алекс выпускает альбом Алана Соррентиса «Miami», ремиксы на «Lies» для Карен Рамирес и на «Kalimba de Luna» для Тони Эспозито.

### Planet Funk
1999 год ознаменовался для Алекса дружбой с Джиджи Кану и Серджо Дела Моника, в результате чего появился проект Planet Funk.
Свой творческий путь к мировой славе группа начала с хита «Chase The Sun» — трека, который взобрался на вершину в горячей 20-ке европейского хит-парада (5 место в Британском хит-параде).
Далее последовал хит «Inside All The People» — электрик трек с потрясающим вокалом Дэна Блэка, который так же можно услышать в песнях «The Switch» и «Who Said».
В записи первого альбома Planet Funk "Non Zero Sumness" принимало участие большое количество известных музыкантов. В результате огромной работы на протяжении двух лет и большого количества вложенных усилий альбом получил широкое признание общественности и музыкальных критиков. Сложилось твердое мнение о том, что это намного больше, чем просто компакт-диск, — это выражение всей философии Planet Funk.
Первое живое выступление Planet Funk состоялось в августе 2001 года на Ивисе, на вечеринке канала MTV. В 2002 году проект выступил на Heineken Jammin' Festival и Tim Tour (июль — август). Летом 2002 года Planet Funk приняли участие во всех Festival bar's Show и были приглашены на множество TV-шоу ведущих итальянских телеканалов. После больших концертных выступлений, таких как Rolling Stone в Милане, Magazzini Generali, концерт Radio Rai, конец 2002 года ознаменовался для Planet Funk получением награды на MTV European Musical Awards, как «лучшая итальянская группа», тремя наградами, полученными на Italian Musical Awards в номинациях: «танцевальный хит года», «прорыв года» и «лучшая группа года», а также получением статуса Golden Records за продажу более 50-ти тысяч копий дебютного альбома.
2003 год для Planet Funk начался с промоушена альбома в Великобритании и живого концертного выступления для BBC 1 в Лондоне 1 апреля. Сразу же после этого началось их итальянское турне с живыми концертами на лучших площадках Италии, которое завершилось в августе, в Личи на ночной вечеринке MTV.

## Дискография

### Planet Funk
| Год  | Альбом                    | Тип       |
| ---- | ------------------------- | --------- |
| 2002 | Non Zero Sumness          | студийный |
| 2005 | The Illogical Consequence | студийный |
| 2006 | Static                    | студийный |
| 2009 | Best Of                   | студийный |
| 2011 | The Great Shake           | студийный |